# Seven-card stud
Seven-Card Stud é uma variante do jogo de cartas pôquer. Seu funcionamento é diferente se comparado às variantes populares pôquer fechado ou Texas hold' em.
Distribuem-se 2 cartas para cada membro da mesa e estas ficam fechadas para cada jogador. Na sequência, são distribuídas mais quatro cartas por jogador mas, estas devem ficar abertas na mesa para que todos possam vê-las. Ao final, é distribuída a última carta, que fica fechada para o jogador.
Utilizando 5 das 7, deve-se formar qualquer um dos jogos conhecidos.
Em cada início de distribuição de cartas, devem ser refeitas as apostas.
|88|
Embora o seven-card stud não seja tão comum nos casinos atualmente, continua a ser jogado online. O jogo envolve normalmente dois a oito jogadores; no entanto, um jogo para oito jogadores pode exigir regras especiais para as últimas cartas distribuídas se nenhum dos jogadores descartar cartas. É possível jogar com um máximo de nove jogadores. 
O Seven-card Stud é o jogo "S" no HORSE e em formatos de jogos mistos semelhantes.
É comum nos jogos de casino utilizar uma pequena ante e blind. Nos jogos em casa, apenas a ante é normalmente utilizada.

## O Baralho
1. O Baralho é composto por 52 cartas de 4 naipes diferentes (13 em cada)

## O Jogo
1. O carteador embaralha
2. O Mediano (jogador a esquerda do carteador corta), ele pode cortar de duas formas:
- Free: Corta-se normalmente
- Brake: Bate o baralho deitado sobre a mesa
3. O carteador entrega as cartas, 5 cartas para cada jogador
4. Cada jogador na sua vez começando pelo lado direito do carteador larga suas 5 cartas formando alguma possível jogada, as cartas que não forem usadas são excluídas da rodada, depois de todos jogos na mesa o jogador do lado direito do carteador compra mais 5 cartas e mistura com suas cartas na mesa para uma combinação maior.
5. Dependendo do jogo ganha-se pontos. Depois é repetido o processo e o novo carteador é o da direita do ex-carteador, repete-se como antes.
OUTROS CASOS
1. Em caso de você pegar na primeira mão cartas que sejam K, Q, e J e Ases, pode pedir os seguintes casos:
Sabre: Se estiver com dois K ou dois Q ou dois J, pede-se sabre, os adversários aceitam ou não, se aceitarem quem tiver o maior nessa ordem ganha 200 pontos K, Q e J, se não aceitar você ganha 100 pontos
Way: Se tiver três não importando a ordem e o valor, se o oponente aceitar ganha 500 pontos quem tiver a maior: As-Espadas K-Ouro Q-Copas J-Paus As-K-Q-J, K-Q-J, K-Q e Q-J. Se não aceitar você ganha 300 Pontos
ORDEM DE COMBINAÇÕES
Essa é a ordem crescente de cartas nas combinações e abaixo o valor delas ganha quem chegar a 2500
Double: Duas cartas do mesmo valor
200
Real Double: Dois Ases
250
2 Double: Dois doubles
275
Street: Sequência de 3 cartas
300
Walk Street: Sequência de 4 cartas
350
Fraqs: Sequência As, 2, 3, Curinga
375
Retago: 4 cartas iguais
400
Spike And Rose: Dois curingas e dois 10
450
Engage: Sequência As, 2, 3, 4, 5, 6, 7, 8, 9,10
500
Trunfo Royal Fall: 2 Curingas mais 4 Ases mais sequência K, Q, J e 10
1000

## Opções
Existem várias variedades de seven-card stud poker em que cada jogador recebe um determinado número de cartas. Nem todas estas variedades podem ser encontradas nas salas de póquer, mas podem ser jogadas em casa. 
1. O "Down the River" é uma variação básica do póquer de sete cartas jogado nas salas de póquer.
2. O "Mississippi" não tem uma ronda de apostas entre a quarta e a quinta ruas, o que faz com que o jogo consista em apenas quatro rondas de apostas.[9] Neste jogo, a quarta e quinta cartas são distribuídas viradas para cima. Isto torna o jogo mais semelhante ao Texas Hold'em, uma vez que tem a mesma estrutura de apostas e o mesmo número de cartas abertas e fechadas.
3. Num outro jogo, "revele a sua carta", são distribuídas quatro rondas de duas cartas e cada jogador tem de "revelar" uma carta para a colocar na mesa, seguida de uma ronda de apostas. Com exceção da primeira ronda, a carta revelada pode ou não ser da ronda que acabou de ser distribuída.
4. "Rainhas e depois": nesta variante, todas as rainhas são cartas selvagens, tal como qualquer carta virada para cima depois da rainha. Todas as cartas desta espécie são agora selvagens, tanto na mão como no baralho.
5. "Baseball": nesta variante, o 3 e o 9 são jokers, e um 4 virado para cima traz uma carta extra.
6. "Low Chicago": O mais baixo no buraco recebe metade do pote. Do mesmo modo, "High Chicago" significa "High" em vez de "Low". É que "Chicago" pode significar as duas coisas.